# Helgstrand Dressage
Helgstrand Dressage ApS er et dansk salgs- og træningscenter for elite-dressurheste, der har hovedkvarter i Uggerhalne. De har over 700 heste opstaldet på 3 lokationer i Nordjylland samt på en lokation i Tyskland og en i USA. Virksomheden er ejet af Andreas Helgstrand og blev etableret i 2009 af Andreas og Marianne Helgstrand.
Helgstrand Dressage både køber og sælger dressurheste. De køber omkring 100-150 føl om året. I 2023 havde de ca. 100 ansatte. I regnskabsåret 2022/23 omsatte de for 377 mio. kr.